# گشتاسپ‌نامه
گشتاسپ‌نامه یا گشتاسب‌نامه، نامی مستعار است که برای آن بخش از شاهنامه که توسط دقیقی سروده‌شده است، به‌کار می‌رود. سرودهٔ دقیقی اندکی بیش از ۱٬۰۰۰ بیت، از کل نزدیک به ۵۰٬۰۰۰ بیت شاهنامه را دربرمی‌گیرد. ازنظر موضوع، این بخش شامل تاج‌گذاری گشتاسپ به‌عنوان شاهنشاه ایران، گرویدن او و دربار ایران به آیین زرتشتی و نخستین نبرد گشتاسپ با ارجاسپ تورانی است. گشتاسپ‌نامه یکی از کهن‌ترین منظومه‌های حماسی شناخته‌شده، در تاریخ زبان فارسی به‌حساب می‌آید. به‌طوری‌که از میان آثار مشابه موجود، احتمالاً تنها یادگار زریران و شاهنامهٔ مسعودی مروزی بر آن تقدم زمانی دارند.
بنابر آنچه که فردوسی، در دیباچهٔ شاهنامه ذکرکرده، پس از گردآوری شاهنامهٔ ابومنصوری، این کتاب بسیار مورد توجه مردم واقع گشت و شاعری جوان (یعنی دقیقی) داوطلب شد تا آن را به‌نظم درآورد؛ ولی در پی آنچه فردوسی صرفاً از آن با عنوان «خوی بد» یادکرده، شاعر به‌دست غلامی کشته می‌شود. فردوسی در ابتدای داستان پادشاهی گشتاسپ، این‌بار صراحتاً از دقیقی یادکرده و عنوان می‌کند شبی به خوابش آمده و از او خواسته ۱٬۰۰۰ بیتی که دربارهٔ داستان گشتاسپ و ارجاسپ سروده، به شاهنامه بیافزاید تا از یادها نرود. خواست او را فردوسی اجابت کرده و این ۱٬۰۰۰ بیت را با عنوان «سخن دقیقی» در شاهنامه می‌گنجاند. منابع دیگر عنوان کرده‌اند که دقیقی، به‌نظم درآوردن شاهنامه را به‌فرمان نوح بن منصور، امیر سامانی آغازکرده است. بدین‌ترتیب تاریخ کشته‌شدن دقیقی باید بین سال‌های ۳۶۶ تا ۳۶۹ ه‍.ق باشد. چراکه آغاز زمامداری نوح بن منصور سال ۳۶۵ ه‍.ق اتفاق افتاده و فردوسی سرایش شاهنامه را سال ۳۷۰ ه‍.ق آغازکرده است. شمار ابیات منتسب به دقیقی در تصحیح ژول مول ۱٬۰۲۳، در تصحیح مسکو ۱٬۰۰۹ و در تصحیح خالقی مطلق ۱٬۰۱۵ است.

## ویژگی‌ها
به‌لحاظ موضوعی، گشتاسپ‌نامهٔ دقیقی با حماسهٔ کهن یادگار زریران مطابقت دارد و حتی اشتراک قابل‌توجه‌ای نیز در محتوا میان این دو دیده می‌شود. شماری از پژوهشگران، گرایش دقیقی به دین زرتشتی و پیوند ویژه‌ای که میان داستان گشتاسپ با زرتشتی‌گری وجود دارد را محرک اصلی، در آغاز نظم شاهنامه از این بخش دانسته‌اند. جلال خالقی مطلق اما استدلال کرده که پیش از ظهور شاهنامهٔ فردوسی، این گشتاسپ و فرزند او، اسفندیار بودند که قهرمانان اصلی حماسهٔ ملی محسوب می‌شدند، نه رستم، و از آن‌جا که سرگذشت گرشاسپ نیز، در شاهنامهٔ ابومنصوری جایگاهی نداشت، مجموعهٔ این عوامل، مشوقی برای دقیقی شد تا نظم شاهنامه را از این بخش آغاز کند.
یکی از ویژگی‌های برجستهٔ گشتاسپ‌نامهٔ دقیقی، ایران‌گرایی شدید او همانند فردوسی است. دقیقی در شعرش از ایران با صفاتی مانند «فرخ»، «کشور خرم» و «کشور نامور» یادکرده و درمقابل به دشمن ایران صفاتی چون «پلشت»، «پلید» و «سگ» نسبت‌داده است. این قبیل دشنام‌دهی‌ها نسبت به دشمنان، به‌ندرت در کار فردوسی دیده می‌شود و به‌نظر نمی‌آید که در شاهنامهٔ ابومنصوری نیز رایج بوده، بدین‌ترتیب باید آن‌ها را بیانگر احساسات شخصی دقیقی دانست.

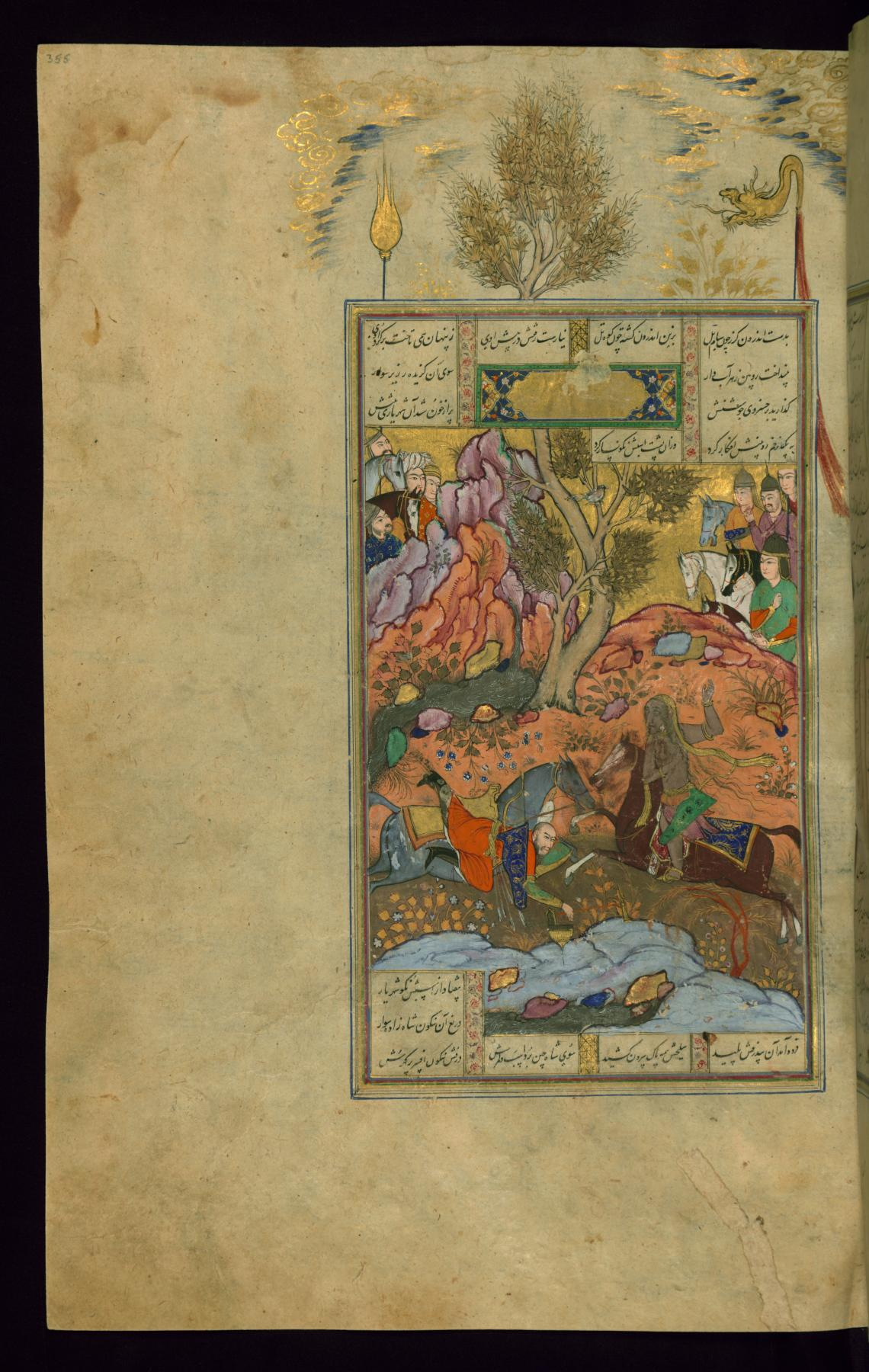
کشته‌شدن زریر، پهلوان ایرانی و برادر گشتاسپ، به‌دست بیدرفش، پهلوان تورانی. شعر دقیقی در یک دست‌نویس شاهنامه، مربوط به دورهٔ صفوی که امروزه در موزهٔ هنر والترز نگهداری می‌شود.

گشتاسپ‌نامه کهن‌ترین حماسهٔ منظوم فارسی در بحر متقارب مثمن محذوف است و به‌باور ذبیح‌الله صفا، فردوسی، تحت‌تأثیر برگزیدن این بحر شعر توسط دقیقی، آن را برای ابیات خود برگزیده است. زبان مورد استفادهٔ دقیقی در گشتاسپ‌نامه، مشخصاً از زبانی که در سروده‌های فردوسی به‌کاررفته کهن‌تر است. از جمله مصداق‌های آن بسامد بالای واژه‌هایی مانند «پُس»، به‌معنی پور و پسر، و «خدای»، به‌معنی شاه و فرمانروا است که به میزانی، ویژگی‌های زبان فارسی میانه را به یاد می‌آورد. بسامد واژگان عربی نیز در ابیات مربوط به دقیقی نسبت به کار فردوسی به‌میزان قابل‌توجه‌ای کمتر است. فردوسی به‌طور میانگین، هر ۱٬۰۰۰ بیت، ۱۸۴ واژهٔ عربی، اعم از نو یا تکراری به‌کاربرده، درحالی‌که که این میزان در ۱٬۰۰۰ بیت شعر دقیقی ۱۱۰ واژه است. فردوسی اما به‌طور میانگین، هر ۱٬۰۰۰ بیت از ۱۴ واژهٔ نو عربی بهره‌برده، درحالی‌که این شمار در ۱٬۰۰۰ بیت دقیقی جمعاً ۵۰ واژه است. بدین‌ترتیب فردوسی در شعرش تعداد کمتری واژهٔ عربی را دربسامد بیشتر به‌کاربرده و دقیقی عکس آن عمل کرده است.

## ارزیابی‌ها
نخستین ارزیابی شناخته‌شده از ارزش ادبی گشتاسپ‌نامهٔ دقیقی در سروده‌های خود فردوسی است. فردوسی پس از پایان سخن دقیقی، اگرچه او را به‌خاطر اراده‌اش برای نظم شاهنامه تحسین‌کرده و از او با عنوان «راهبر» خود یادکرده، اما همزمان سطح ادبی کارش را نازل دانسته، می‌افزاید که دقیقی، اگرچه در مدیحه‌سرایی برای شهریاران شاعری توانمند به‌شمار می‌رفته، اما در زمینهٔ داستان‌سرایی (نقل) از چنین مهارتی برخوردار نبوده است:
| هم او بود گوینده را راهبر |  | که شاهی نشانید بر گاه بر |
| ستایندهٔ شهریاران بُدی      |  | بمدح افسر نامداران بُدی   |
| بنقل اندرون سست گشتش سخن  |  | از او نشد نو روزگار کهن  |

محمدرضا شفیعی کدکنی، سرودهٔ دقیقی را در مقایسه با فردوسی، «حماسه‌ای بسیار ضعیف» خوانده و دربارهٔ آن چنین داوری کرده:
در سراسر گشتاسپ‌نامهٔ او هیچ نشانی از قدرت تخیل و تداعی حال‌ها و لحظه‌های شاعرانه به‌چشم نمی‌خورد و در تصویرهای شعری نیز ناتوان است. به‌این معنی که هیچ‌کدام از صور خیال، که در میان شاعران عصر او رایج بوده از انواع استعاره و تشبیه گرفته تا اغراق در صفت _ که ویژهٔ حماسه است _ در شعر او رنگ روشن و درخشانی ندارد و به‌خصوص از نظر عنصر اغراق _ که می‌تواند میدان هنرنمایی او در حماسه باشد _ بسیار ضعیف است.
برپایهٔ ارزیابی ذبیح‌الله صفا، خشکی گشتاسپ‌نامه ناشی از وفاداری بیش از حد دقیقی به متن شاهنامهٔ ابومنصوری ازنظر کاربرد واژگان بوده است. صفا ابراز امیدواری کرده که بتوان به‌واسطهٔ همین نکته، متن شاهنامهٔ ابومنصوری را از طریق گشتاسپ‌نامه تا حدی بازسازی کرد. جلال خالقی مطلق، دو عنصر اطناب و تکرار را در آنچه دقیقی در گشتاسپ‌نامه سروده بسیار برجسته دانسته و می‌افزاید:
کسی که با شیوهٔ ایجاز فردوسی آشنا باشد، چون در اشعار دقیقی دقت کند، به این نتیجه خواهد رسید که فردوسی برای بیان این مقدار رویداد که دقیقی در ۱٬۰۱۵ بیت گفته است به ۵۰۰ تا ۷۰۰ بیت بیشتر نیاز نداشت. یا برعکس اگر دقیقی همهٔ شاهنامه را سروده بود، به‌جای نزدیک پنجاه‌هزار بیت کنونی، کتابی می‌شد همان هفتاد تا صدهزار بیت… به‌سخن دیگر: اگر همهٔ شاهنامه را دقیقی سروده بود، ما حماسه‌ای داشتیم از نگاه ارزش ادبی-حماسی بسیار سبک‌تر و از نگاه حجم آن بسیار سنگین‌تر. ولی این حجم بیشتر محتملاً برخی آگاهی‌های بیشتری نیز از آیین‌های گذشته دربرداشت.
تئودور نلدکه، سبک دقیقی و فردوسی را بسیار نزدیک به‌هم دانسته، اما کار دقیقی را مشخصاً در مرتبهٔ پایین‌تری از فردوسی قرارداده، و افزوده:
سخن دقیقی خیلی قالبی‌ست. هروقت پهلوان جدیدی پدیدار یا ناپدید می‌گردد، همیشه به یک گونه و تقریباً همه‌جا با واژه‌های یکسان توصیف می‌شود، درحالی‌که فردوسی خیلی خوب می‌داند که این‌گونه موارد را متنوع بیان کند. در شعر دقیقی شرح وقایع بسیار معمولی تنظیم شده‌اند و هیچ‌کجا توصیفی که کمی تجسم یافته باشد نیست… دقیقی در شرح خطابه‌های بلند و نامه‌ها موفق‌تر است. از این قبیل‌اند نطق گشتاسپ در برابر بزرگان کشور که خیلی خوب تنظیم‌شده و لحن رسمی آن مناسب است. همچنین نطق ارجاسپ دربارهٔ دین جدید و پایان گستاخانهٔ آن: ببندیم و زنده به‌دارش کنیم. درمقابل گفتگوها و نطق‌های کوتاه کمی ساختگی‌اند. تسلسل اندیشه و اختلاف عقاید خوب مشخص نیستند.
 ذبیح‌الله صفا، اثر دقیقی را پس از شاهنامه و گرشاسپ‌نامه، سومین حماسهٔ منظوم برتر فارسی دانسته و دربارهٔ ارزش ادبی‌اش نوشته:
بهترین ابیات گشتاسپ‌نامه در خطابهٔ گشتاسپ دیده می‌شود. شاعر در اینجا نهایت ایجاز فصیح را به‌کاربرده است. درباب ظهور زرتشت نیز سخنان دقیقی از لطف و زیبایی دور نیست و به‌هرحال با صرف نظر از برخی نقائص، گشتاسپ‌نامهٔ دقیقی را باید یکی از بدایع آثار حماسی ایران دانست… قدرتی که او در تجسم میادین قتال و بیان اعمال پهلوانان به‌کاربرده درحد خود شایان تحسین و اعجابست.